# Таран (король пиктов)
Таран — король пиктов в 693—697 годах.

## Биография
Таран был сыном Энтфидиха и его жены Дерилеи, которая была сестрой Бруде III, благодаря чему Таран и стал королём Пиктов, наследуя как раз таки своему дяде.
Его мать, Дерилея, также была замужем за Даргарта, который был потомком Комгалла Дал Риадского. У них родились трое детей: Бруде IV, Нехтон III и дочь.
В 697 году Таран был свергнут своими единоутробными братьями. Согласно Анналам Ольстера, в 698 году он удалился в Ирландию.